# 山本英明
山本 英明（やまもと えいめい、1935年9月2日 - 1991年4月2日）は、日本の脚本家。1959年の早稲田大学卒業とともに東映に入社、主に製作関係を手がけ、1961年の映画『二人だけの太陽』で脚本家としてデビュー、主に東映作品やテレビ時代劇などで活躍。実娘は少女漫画家の山本修世。

## 主な作品

### 劇場映画
- 二人だけの太陽
- 流れ物仁義
- 昭和残侠伝シリーズ
- 不良番長シリーズ
- 極悪坊主シリーズ
- 日本ダービー 勝負
- きかんしゃやえもん D51の大冒険
- 非情学園ワル
- 喜劇 特出しヒモ天国
- 極道社長
- 番格ロック
- 昭和極道史
- さらば宇宙戦艦ヤマト 愛の戦士たち
- ヤマトよ永遠に
- 宇宙戦艦ヤマト 完結編
- オーディーン 光子帆船スターライト - 設定ブレーン

### テレビ作品
- 銭形平次（CX）
- 桃太郎侍（NTV）
- 大江戸捜査網（東京12ch）
- 右門捕物帖（NET）
- 大都会 PARTII（NTV）
- 大都会 PARTIII（NTV）
- 宇宙戦艦ヤマト2（YTV） 館俊介名義
- ザ・スーパーガール（東京12ch）
- 宇宙戦艦ヤマト 新たなる旅立ち（CX）
- 宇宙空母ブルーノア（YTV）※第1話のみ担当。
- 大激闘マッドポリス'80（NTV）
- 宇宙戦艦ヤマトIII（YTV）
- 松平右近事件帳（NTV）
- 遠山の金さん（ANB）